# José Veras Reyes
José Veras Reyes (1 de septiembre de 1958) es un deportista dominicano que compitió en judo. Ganó una medalla de plata en los Juegos Panamericanos de 1991 en la categoría de –86 kg.

## Palmarés internacional
| Juegos Panamericanos | Juegos Panamericanos | Juegos Panamericanos | Juegos Panamericanos |
| Año                  | Lugar                | Medalla              | Categoría            |
| -------------------- | -------------------- | -------------------- | -------------------- |
| 1991                 | La Habana (Cuba)     | Medalla de plata     | –86 kg               |